# Maurice Hamelinck
Maurice Hamelinck, né le 13 octobre 1882 à Gand et mort le 4 mai 1934, est un médecin psychiatre belge.

## Biographie
Il fait ses études de médecine à l'Université de Gand. En 1925 il succède à Jean Crocq à la chaire de Psychiatrie à l'Université de Gand. En 1930, il y ouvre une polyclinique. À son décès, il est remplacé par René Nyssen.